# Mademoiselle Beaumesnil
Henriette Adélaïde Villard o Henriette-Adélaïde de Villars, conocida con el nombre artístico de Mademoiselle Beaumesnil, (París, 30 de agosto de 1748-París, 5 de octubre de 1813) fue una cantante y compositora de ópera francesa.

## Biografía
Mademoiselle Beaumesnil comenzó a trabajar en papeles cómicos menores desde los siete años y debutó como solista en la Ópera de París en 1766, sustituyendo a la primadonna Sophie Arnould en el papel principal de Sylvie de Berton y Trial. Posteriormente cantó en muchos estrenos y reposiciones, esperando pacientemente para reemplazar a Arnould después de su jubilación.
Sin embargo, cuando ésta dejó la compañía en 1778, Rosalie Levasseur fue la preferida y Beaumesnil protestó públicamente en una carta al Journal de Paris el 27 de diciembre diciendo que había sufrido un acto de injusticia. Esto dio origen a una amarga disputa, logrando también obtener algún tipo de compensación al serle confiado el papel principal femenino en la fallida última opera de Gluck, Echo et Narcisse en septiembre de 1779, y no cumplió su amenaza de dimitir hasta 1781, cuando finalmente abandonó el escenario.
Por la misma época se casó con el tenor "Philippe" (Philippe Cauvy, 1754-ca 1820), un miembro célebre de la Opéra-Comique (de la Comédie Italienne) Respecto al fuerte temperamento de Mlle Beaumesnil, Émile Campardon también relata la historia (tal vez una leyenda) de su participación en un duelo au pistolet con la bailarina Mlle Théodore (nacida como Marie-Madelaine Crepé, 1760-1796). Las dos mujeres rechazaron firmemente los esfuerzos de mediación del director de la orquesta de la Ópera de París, Jean-Baptiste Rey, que se presentó en el lugar del duelo. Finalmente recuperaron las pistolas de las que se había apoderado y depositado en el césped, y comenzaron la pelea. Sin embargo, las pistolas se habían humedecido con el rocío y fallaron, por lo que las dos mujeres decidieron enterrar sus diferencias y abrazarse la una a la otra.
Mlle Beaumesnil escribíó música de vez en cuando y fue la tercera mujer en interpretar una composición suya en la Ópera de París. Anacréon, su primera ópera, no fue aceptada y solo recibió una actuación privada en la residencia Brunoy del conde de Provenza en 1781. En 1784, sin embargo, volvió a poner música al libreto de la tercera entrada de Les festes grecques et romaines de Colin de Blamont, bajo el título de Tibulle et Délie, y su composición fue recibida con éxito en la Ópera de París para servir como obra complementaria para Iphigénie en Aulide de Gluck el 15 de marzo de 1784. Esta es la única obra suya cuya música que ha sobrevivido.
Ese mismo año, el 8 de diciembre, su oratorio Les Israélites poursuivis par Pharaon —el único oratorio conocido del siglo por una mujer francesa— fue presentado en el Concierto Spirituel.
En 1792, su ópera cómica en dos actos, Plaire, c'est commander fue montada en el Théâtre Montansier de París, tras haber sido previamente rechazada por el Théâtre Feydeau junto con otra también montada por Beaumesnil. No obstante, resultó ser un éxito bastante bueno, con veintiuna unciones y fue la quinta obra más representada del año en el Théâtre Montansier.
Poco más se sabe de lo que le sucedió más tarde a Mademoiselle Beaumesnil durante el curso de la Revolución francesa. Murió en París en 1813.

## Obras
Las obras seleccionadas incluyen:
- Anacréon, ópera en un acto, 1781
- Tibulle et Délie ou Les Saturnales, acto de ballet, 1784 (libreto de Louis Fuzelier)[12]
- Les Israëlites poursuivis par Pharaon, oratorio, 1784
- Plaire, c'est commander, ópera comique en dos actos, 1792 (libreto del Marqués de la Salle)[1]